# 2819 Енсор
2819 Енсор (2819 Ensor) — астероїд головного поясу, відкритий 20 жовтня 1933 року.
Тіссеранів параметр щодо Юпітера — 3,310.